# Công viên Aoimori
Công viên Aoimori là một công viên đô thị có diện tích 1,8 hecta tại quận trung tâm thủ phủ tỉnh Aomori, Aomori phía Bắc Nhật Bản. Là một không gian xanh đô thị trong khu hành chính dày đặc của thành phố, công viên có các cảnh quan theo các chủ đề khác nhau. Chính quyền tỉnh Aomori đã duy trì công viên này kể từ khi nó được mở cửa vào năm 1985. Đây cũng là điểm cuối chính thức của Quốc lộ 4 và Quốc lộ 7. Nhiều bia kỷ niệm và điểm thăm quan trong và gần công viên biểu thị điểm cuối của hai đường cao tốc nói trên.

## Miêu tả

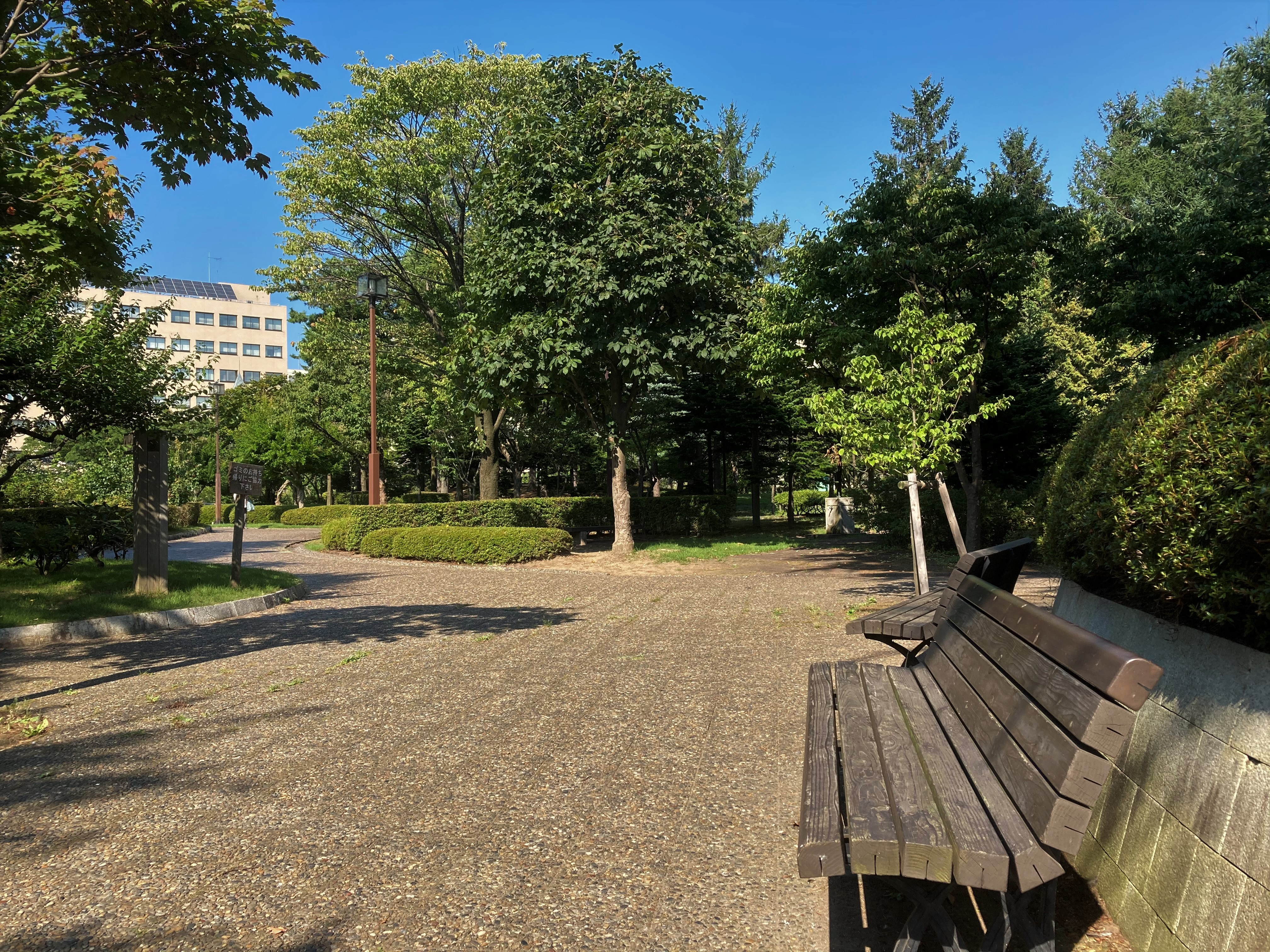
Một lối đi trong Công viên Aoimori với một băng ghế dài trong khu vực rừng

Công viên nằm trong khu hành chính dày đặc của Aomori. Ở phía Tây, Nam và Bắc của công viên là các tòa nhà của các cơ quan, chủ yếu là các tòa nhà hành chính của tỉnh Aomori. Ranh giới của công viên được đánh dấu bởi các đường phố, còn Quốc lộ 4 và Quốc lộ 7 đánh dấu ranh giới phía nam. Các đường cao tốc này có điểm cuối phía Bắc tại công viên, điều này được trình bày chi tiết trên một số điểm thăm quan và di tích trong công viên.

### Thiết kế và bố trí
Công viên Aoimori được bố trí thành các khu vực như khu thư giãn, vườn ươm với những loài cây là biểu tượng của địa phương, sân chơi, vườn hoa, sân cỏ. Khu vực thư giãn gồm có vườn thủy sinh trong quảng trường lát đá cuội với những băng ghế dài và giàn leo. Khu vực này cũng có một tháp đồng hồ tọa lạc ở một vị trí dễ nhìn gần rìa phía Tây của quảng trường. Vườn ươm chứa những loài cây và hoa tượng trưng cho mỗi thành phố của tỉnh Aomori. Một sân chơi gần góc Tây Nam của công viên thể hiện  chủ đề "liên hệ".
Ngoài những đặc điểm này, công viên còn có cửa hàng tiện lợi 7-Eleven nằm ở góc Tây Bắc của công viên. Bãi đậu xe của nó được sử dụng trong thời gian diễn ra Aomori Nebuta Matsuri hàng năm và các sự kiện đặc biệt khác, bao gồm cả một điểm dừng dự kiến trong lễ rước đuốc Thế vận hội Mùa hè 2020.

## Lịch sử
Vào ngày 24 tháng 7 năm 1982, quá trình quy hoạch của công viên được bắt đầu. Đầu tiên, các nhà quy hoạch hình dung một công viên đô thị trên địa điểm cũ của Bệnh viện Trung ương tỉnh Aomori với diện tích 1,3 ha (3,2 mẫu Anh). Công viên đã mở cửa một phần vào ngày 1 tháng 6 năm 1985, lúc đó chỉ có 0,9 ha (2,2 mẫu Anh) là đã hoàn tất. Vào ngày 19 tháng 11 cùng năm, các nhà quy hoạch quyết định sửa lại kế hoạch, mở rộng diện tích lên 1,6 ha (4,0 mẫu Anh). Kết quả là toàn bộ công viên đã mở cửa theo quy hoạch sửa đổi vào ngày 3 tháng 7 năm 1987. Việc mở rộng này đã được lên kế hoạch vào ngày 10 tháng 3 năm 1992 và hoàn thành vào ngày 22 tháng 12 năm 1994, giúp nâng diện tích lên số đo hiện tại là 1,8 ha (4,4 mẫu Anh). Cửa hàng tiện lợi 7-Eleven đã được xây dựng trong công viên vào ngày 7 tháng 7 năm 2016 nhằm mang lại lợi ích cho cộng đồng người cao tuổi sống xung quanh công viên.